# Людина уміла
Люди́на уміла (Homo habilis) — високорозвинений австралопітек або перший представник роду Homo, який з'явився у Східній Африці в проміжок часу приблизно 2,3 –1,65 млн. років тому. Саме Людина уміла чи один із її різновидів вважаються наразі найімовірнішими предками всіх пізніших представників роду Homo.
Знайдений археологами Лікі (Мері та Луїсом) 1960 року та описаний 1964 року за сенсаційною знахідкою з печери ущелини Олдувай у Танзанії. Там вони разом із кістками вимерлого шаблезубого тигра смілодона знайшли стопу, п'яткову кістку, ключицю та рештки черепу нового гомініда. Можливо, він був вбитий хижаком. Череп, як потім виявилося, належав дитині 11–12 років. Виходячи з будови ступні новий гомінід був прямоходячим.
Нового гомініда спочатку назвали презинджантроп (Prezinjanthropus), а потім у 1964 році за пропозицією Луїса Лікі перейменували в Homo habilis (Людина уміла). Пізніше аналогічні знахідки були зроблені в Кообі-Фора, Сварткрансі та інших місцях Східної Африки та Південної Африки.
Людина уміла, першою із предків сучасної людини, почала регулярно виготовляти кам'яні знаряддя праці і перейшла на всеїдність. З неї також починається бурхливий розвиток розміру головного мозку. Вона є творцем ранньої галькової культури, яка за місцем перших знахідок була названа олдувайською культурою.

## Опис
Людина уміла, судячи зі знайдених залишків, які датуються 2,6–2,5 млн. років тому, проіснувала більше ніж півмільйона років. Маса головного мозку цього гомініда була 650 граммів, що було набагато більше, ніж у типових австралопітеків. Вона також відрізнялась від австралопітеків будовою тазу, що забезпечувало більш досконалу біпедальність та народження дітей з головою більшого розміру. Ендокрана округла і точок росту не має. Однак у Людини умілої відбувався перерозподіл частин мозку — більш примітивна потилична частина мозку зменшується на користь збільшення більш прогресивних частин — лобової, тім'яної, скороневої з асоціативними частинами. Відрізнялась вона від австралопітекових і будовою черепа — він розширений у підочній та тім'яно-потиличній областях. Розмір зубів зменшується, зубна емаль стає менш товстою. Структура кисті Homo habilis мозаїчна та поєднує в собі як прогресивні риси, так і сліди адаптації до лазання по деревах. Розширення нігтьових фаланг — прогресивна риса, яка свідчить про формування пальцевих подушечок як дотичного кінетичного апарату. Формувався силовий хват, за допомогою якого можна було виготовляти знаряддя праці. Від ноги habilis'а залишилось п'ять фаланг пальців, п'ять кісток ступні, п'яткова кістка та кісточка. Це була примітивна нога за поєднанням кісток, але все ж — нога людини. У Людини умілої перший палець ступні не був відведений в сторону, а також, як і в нас, розташовувався разом з іншими пальцями. Це означало, що нога її була повністю пристосована тільки до двоногого переміщення.
Об'єм мозку Людини умілої — 650–1100 см³. Зріст становив 1,0–1,5 м, вага — приблизно 30–50 кг. Її обличчя мало архаїчну форму з надочними валиками, пласким носом та виступаючою вперед щелепою. Голова Людини умілої стала більш кулястої форми, ніж у австралопітеків; мозок також став більшим, хоч становив ще лише половину мозку сучасної людини. Опуклість всередині тонкостінного черепа каже про наявність в них центру Брока — центру мови, але гортань, можливо, не була здатна виробляти стільки ж звуків, скільки гортань сучасних людей. Щелепи були менш масивні, ніж у австралопітека; кістки рук и стегон здаються більш сучасними, а ноги мали цілком «сучасну» форму. В особин Людини умілої був помітний статевий диморфізм — самиці мали ширші стегна у порівнянні з самцями. Раціон харчування був в основному вегетаріанський, але також входило в нього і м'ясо, інколи деяких видів австралопітеків.
Людина уміла, мабуть, перша істота, яка свідомо виготовляла знаряддя праці та мисливства: перші ще грубо оброблені кам'яні гальки (знаряддя олдувайської культури) неодноразово знаходили разом із залишками цієї істоти. Саме Людина уміла перейшла межу, яка відокремила рід Homo від усіх інших біологічних істот — вона зробила перший крок на шляху підкорення собі навколишньої природи. Знаряддя, котрі створила Людина уміла, майже усі були кварцові, а кварцу в місцях стоянок цих людей не було. Вони приносили його з відстані від 3 до 15 км. Це доводило, що Людина уміла дійсно була людиною. Вона заздалегідь підбирала камінь для своїх знарядь. Жодна з тварин не тільки не підбирає сировину для своїх знарядь, але і взагалі не додумується розколювати камінь, щоб зробити його гострим, перетворити на знаряддя. Однак на відміну від пізніших видів Homo, недбайливо ставились до виготовлених собою знарядь праці, і після використання викидали їх. Науковці провели серію досліджень та дійшли висновку, що кисть Людини умілої була здібна до праці. Вона володіла силовим хватом більшої потужності. У жодної мавпи таких здібностей немає.

## Полеміка з приводу видової приналежності
Виділення Homo habilis у самостійний вид роду Homo викликало багато заперечень. Проблема класифікації Людини умілої полягала в тому, що багато рис в її будові були архаїчними та зближували її з австралопітеками. Лікі, Нейп'є і Тобаєс були впевнені у приналежності нового гомініда до роду Homo. Вони вказували на наступні риси: мозок у гомініда набагато більший за розміром, ніж у австралопітеків; зуби — ближчі до людських, так само як і форма черепа; решта кістяка дуже схожа на скелет сучасної людини. На думку численних опонентів вирахуваний Тобаєсом об'єм мозку (642 см³) вельми сумнівний, бо знахідки погано збереглись. Вони критикували висновки відносно зубної системи та вказували на те, що відомостей про решту скелету Homo habilis недостатньо для будь-якого розв'язання дилеми.
Полеміка залишилась незакінченою, тому що проблема Homo habilis стосувалась не тільки кількісних ознак. Вона зачіпала набагато більш глибокі та принципові питання: як виділяти види, які критерії слід застосовувати, які допустимі межі внутрішньовидової мінливості? Візьмімо хоча б один приклад. На сьогодні величина мозку сама по собі вважається сумнівним критерієм для ідентифікації видів. Вона дуже непостійна. У сучасної людини об'єм мозку варіює в межах від 1000 до 1800 см³, перекриваючись у своїх нижніх значеннях з верхньою областю відповідного діапазону для виду Homo erectus (700–1250 см³). Якщо поставити поряд «найголовастішого» Homo erectus та сучасного Homo sapiens з найменшим мозком, то, ігноруючи всі інші ознаки, їхні видові назви доведеться поміняти місцями. Точно так само діапазон розмірів мозку Homo habilis від 500 до 800 см³ — перекриває відповідні величини для Homo erectus.
Очевидно, що розгляд самого тільки об'єму мозку черепа може призвести до неправильних висновків. Тим більше, що відмінності в розмірі мозку в межах нашого власного виду ніяк не пов'язані з рівнем інтелекту, а скоріш залежать від розмірів тіла. У великих людей мозок більший, але вони від цього не стають розумнішими ніж їхні низькорослі побратими. Оскільки в гомінідів завжди був сильно виражений статевий диморфізм, їхні викопні черепи також повинні бути різними. Якщо додати до цього можливі відмінності у швидкості еволюції різних частин тіла, то складність виділення видів стане ще більш очевидною.

## Знахідки
- KNM ER 1813
- KNM ER 1805
- OH 24
- ОН 7

ОН 7 датується близько 1.75 млн. років тому, була знайдена Луїсом Лікі 4 листопада 1960 році в Олдувайській ущелині (Танзанія). Це була щелепа з повними зубами. Через маленький розмір зубів, дослідники вважають, що об'єм мозку був 363 см³. Також були знайдені 20 фрагментів лівої руки.
- ОН 62

ОН 62 знайшов Дональд Джохансон в Олдувайській ущелині в 1986 році. Знайдені нижні та верхні кінцівки, зокрема плечова кістка та стегна. Завдяки цьому відкриті було проведено декілька повторних розкопок.